# Nelly Furtado
Nelly Kim Furtado (n. 2 decembrie 1978, Victoria, British Columbia, Canada) este o cântăreață, compozitoare, producătoare și actriță canadiană de origine portugheză.
Furtado a devenit cunoscută în 2000, odată cu lansarea albumului de debut, Whoa, Nelly!, care include melodia câștigătoare a unui Grammy, I'm like a Bird. După ce a devenit mamă și a lansat albumul de mai puțin succes, Folklore (2003), s-a reîntors cu albumul Loose, de pe care a lansat melodii de succes precum hiturile #1 în Statele Unite Promiscuous și Say It Right, precum și hitul britanic #1 Maneater.
Furtado este cunoscută pentru faptul că experimentează cu diferite instrumente, sound-uri, genuri, limbi și stiluri vocale. Această diversitate a fost influențată de interesul în diferite culturi și de gama variată de gusturi în muzică.

## Biografie

### Începutul vieții
Nelly Furtado s-a născut în orașul canadian Victoria, British Columbia, părinții ei, Maria Manuela și António José Furtado, fiind imigranți din Portugalia. Părinții ei se născuseră pe insula São Miguel, emigrând în Canada la sfârșitul anilor 1960. Furtado are o puternică legătură cu Portugalia. La patru ani a început să cânte în limba portugheză. Nelly Furtado a fost botezată după gimnasta sovietă Nellie Kim. Crescută într-o familie romano-catolică, Furtado a cântat pentru prima dată la vârsta de patru ani, într-un duet cu mama sa la biserică de Ziua Națională a Portugaliei. Cu toată că e ambiguă când vine vorba de credința în divinitate, a afirmat că crede în Dumnezeu, Cele 10 porunci, și evită Cele 7 păcate. A început să cânte la instrumente la vârsta de 9 ani, învățând să cânte la trombon și ukulele, iar în următorii ani la chitară și la clape. La 12 ani, a început să compună cântece, iar ca adolescentă, interpreta într-o fanfară portugheză. Nelly s-a obișnuit cu munca datorită familiei; a petrecut opt veri lucrând ca servantă cu mama ei. A declarat că datorită faptului că provine din clasa muncitoare, s-a schimbat într-un mod pozitiv.
Primii muzicieni cu care Nelly a intrat în contact au fost rapperii și DJii. În timpul unei veri în care vizita orașul Toronto, la scurt timp după ce terminase clasa a 11-a, Furtado l-a întâlnit pe Tallis Newkirk, membru al formației hip hop Plains of Fascination. Aceasta a contribuit cu vocea la melodia Waitin' 4 the Streets de pe albumul lor din 1996, Join the Ranks. După ce a absolvit liceul Mount Douglas Secondary School în 1996, s-a mutat în Toronto. Anul următor, a format un duo trio hop cu Newkirk, numit Nelstar. Totuși, Nelly a simtit că stilul acesta nu o reprezintă, și nici nu-i permite să-și arate abilitățile vocale. A părăsit formația și s-a pregătit să plece acasă.
Înainte să se mute totuși, a cântat la un spectacol pentru tinerele talente.. Interpretarea ei i-a atras atenția lui Gerald Eaton, vocalistul de la The Philosopher Kings, care i-a propus să compună cu el. El și colegul de trupă Brian West au ajutat-o pe Nelly să producă o înregistrare demo. A părăsit Toronto, dar s-a reîntors pentru a înregistra mai mult material cu Eaton și West. Materialul înregistrat în acest timp, a dus la semnarea unui contract cu DreamWorks Records în 1999. Primul single a lui Nelly a fost Party's Just Begun (Again), și a fost inclus pe coloana sonoră Brokedown Palace: Music from the Original Motion Picture Soundtrack.

### Începutul succesului
Furtado a continuat colaborarea cu Eaton și West, cei doi fiind co-producătorii albumului ei de debut, Whoa, Nelly!, care a fost lansat în octombrie 2000.
După lansarea albumului, Furtado a plecat în turneul nord american Burn in the Spotlight, urmat de apariția la festivalul organizat de Moby, Area Festival.
Albumul a fost un succes internațional, de pe el fiind lansate trei singleuri internaționale, și unul regional. Primul single, I'm like a Bird a devenit unul din cele mai de succes melodii ale anului 2000, atingând poziții de top 5 în toată lumea. Mai târziu a primit un premiu Grammy pentru Cea mai bună interpretare pop vocală. Al doilea single, Turn off the Light a devenit primul ei hit de top 5 în Statele Unite (#5) și United World Chart (#3), și al doilea în Marea Britanie (#4), Polonia (#3) și Noua Zeelanda (#1). Shit on the Radio (Remember the Days), care a fost al treilea single, a ratat Billboard Hot 100, devenind primul dintr-o serie lungă de melodii ale cântăreței care nu au intrat în topul american , și ratând top 10 în alte regiuni ale globului (UK #18, Elveția #43, Germania #67). Un al patrulea single, Hey, Man!, a fost lansat doar în anumite regiuni (Olanda, Germania, Canada).
Albumul a fost primit călduros de critici datorită amestecului inovator de genuri variate.Slant Magazine a scris despre album că este „un antidot delicios și revigorant împotriva armatei de 'prințese pop' și formații rap metal care au pus stăpânire pe muzică, la început de mileniu.”
Potrivit revistei Maclean's magazine, Whoa, Nelly! s-a vândut în peste 5 milioane de copii în toată lumea
În 2002, Furtado a acceptat colaborarea trupei Jurassic 5 de a apărea pe una din piesele lor, Thin Line, de pe albumul lor, Power in Numbers.

### 2003 - 2005: Folklore
Al doilea album de studio, Folklore a fost lansat în noiembrie 2003. Ultima piesă de pe album îi este dedicat fiicei ei, Nevis. Primul single, Powerless (Say What You Want), nu a intrat în Billboard Hot 100, dar a avut succes în alte țări, piesa ajungând pe locul 9 în United World Chart Al doilea single, Try a fost ultimul lansat în Statele Unite, datorită pozițiilor dezamăgitoare ale melodiilor lansate anterior; piesa a fost un succes în țările latino-americane (#1 în Mexic și Chile), având însă poziții slabe în restul topurilor internațioanale. Al treilea single a fost Força („forță” în portugheză), imnul oficial pentru Campionatul European de Fotbal 2004. Furtado a interpretat melodia la Lisabona în timpul finalei, echipa națională a Portugaliei fiind una din finaliste. Albumul nu a avut un succes la fel de mare ca cel de debut, parțial și datorită influențelor mai puțin pop
 dar și datorită schimbărilor de la DreamWorks; compania tocmai fusese vândută grupului Universal Music. În 2005, DreamWorks Records, alături de mulți artiști inclusiv Furtado, au fost absorbiți de Geffen Records.

### 2006 - 2008: Loose

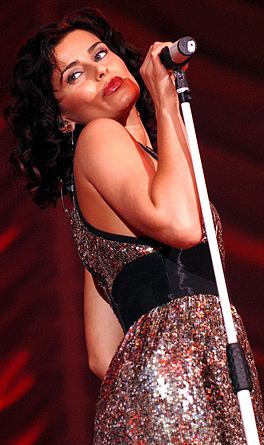
Nelly Furtado în concert la Manchester Arena pe 16 februarie 2007

Al treilea album de studio al cântăreței, Loose, a fost lansat în iunie 2006. Albumul a fost primit bine de majoritatea criticilor, apreciind efectul „revitalizant” pe care l-a avut Timbaland asupra ei  unii subliniind însă faptul că a renunțat la rădăcinile ei folk și rock în favoarea celor R&B și hip hop, pentru a vinde mai mult. 
Cu acest album, produs în mare parte de Timbaland, Furtado a experimentat noi influențe, precum cele R&B, hip hop și muzica anilor '80. Aceasta a descris albumul ca fiind „punk-hop și modern.” A atribuit sound-ul tineresc al acestuia, fiicei ei de doi ani, Nevis. Patru single-uri principale au fost lansate în diferite regiuni ale globului: melodia spaniolă cu influențe de reggaeton No Hay Igual (featuring Residente Calle 13), melodia hip hop Promiscuous (featuring Timbaland), pentru care a câștigat premiul Melodia pop a anului la premiile Billboard Music Awards, melodia Te Busqué (featuring Juanes) și Maneater.
Loose a devenit cel mai de succes album din cariera cântăreței până acum. A ajuns pe locul 1 în topurile albumelor din mai multe țări, inclusiv Statele Unite și Canada, de pe el fiind promovate pe lângă Promiscuous și Maneater, alte melodii de succes precum Say It Right și All Good Things (Come to an End).
În 2007, Furtado și Justin Timberlake au fost invitați pe melodia Give It to Me a lui Timbaland, acesta devenind al treilea hit #1 al ei în Statele Unite și al doilea în Marea Britanie.
Pe 16 februarie 2007, Furtado a plecat în turneul mondial Get Loose. S-a întors în martie în orașul ei de baștină, Victoria, pentru a susține un concert la Save-On Foods Memorial Centre. În onoarea vizitei sale, oficialitățile orașului au declarat ziua de 21 martie 2007, prima zi de primăvară, Ziua Nelly Furdato. Pe 1 aprilie, a fost gazda premiilor Juno 2007 din Saskatoon, Saskatchewan, gâștigând la toate cele 5 categorii la care fusese nominalizată, inclusiv Albumul anului și Melodia anului. A fost prezentă și la Concertul în memoria prințesei Diana de la Stadionul Wembley din Londra de pe 1 iulie, unde a interpretat Say It Right, Maneater și I'm Like a Bird.
În 2007, Furtado, Timbaland și Justin Timberlake au apărut pe melodia Party Control de pe albumul Tha Carter III a lui Lil Wayne. Furtado a apărut și în videoclipul Rockstar a formației rock Nickelback, alături de alte celebrități precum Lupe Fiasco și Gene Simmons.
Pe 9 septembrie 2007, Furtado a interpretat la MTV Video Music Awards alături de Justin Timberlake și Timbaland, melodia Do It, în medley cu The Way I are, Lovestoned și Give it to me. În octombrie Furtado a fost nominalizată la trei premii MTV Europe Music Awards, câștigând la categoria Albumul anului.
După succesul albumui Loose, Furtado și-a lansat primul DVD live, intitulat Loose the Concert, care conține hiturile ei din 2006 și 2007, precum Maneater, Say It Right și All Good Thing (Come to an End), și un cover după melodia Crazy a trupei Gnarls Barkley.
Loose a fost ales pentru a promova noua gamă de iPoduri, apărând în reclame și chiar pe cutie.
În 2007, Nelly Furtado a dat informații revistei Flare în legătură cu o melodie care avea s-o înregistreze cu Kylie Minogue odată cu reîntoarcerea celei din urmă pe scenă după lupta cu cancerul. Cu toate că melodia nu a fost inclusă pe albumul X, Kylie a menționat că melodia „este remarcabilă” și că plănuiește să o promoveze. A declarat „Abia aștept să mă întorc în studio și să-l înregistrez pentru că o cunosc pe Nelly și ne-am simți grozav împreună.”

## 2009-2010

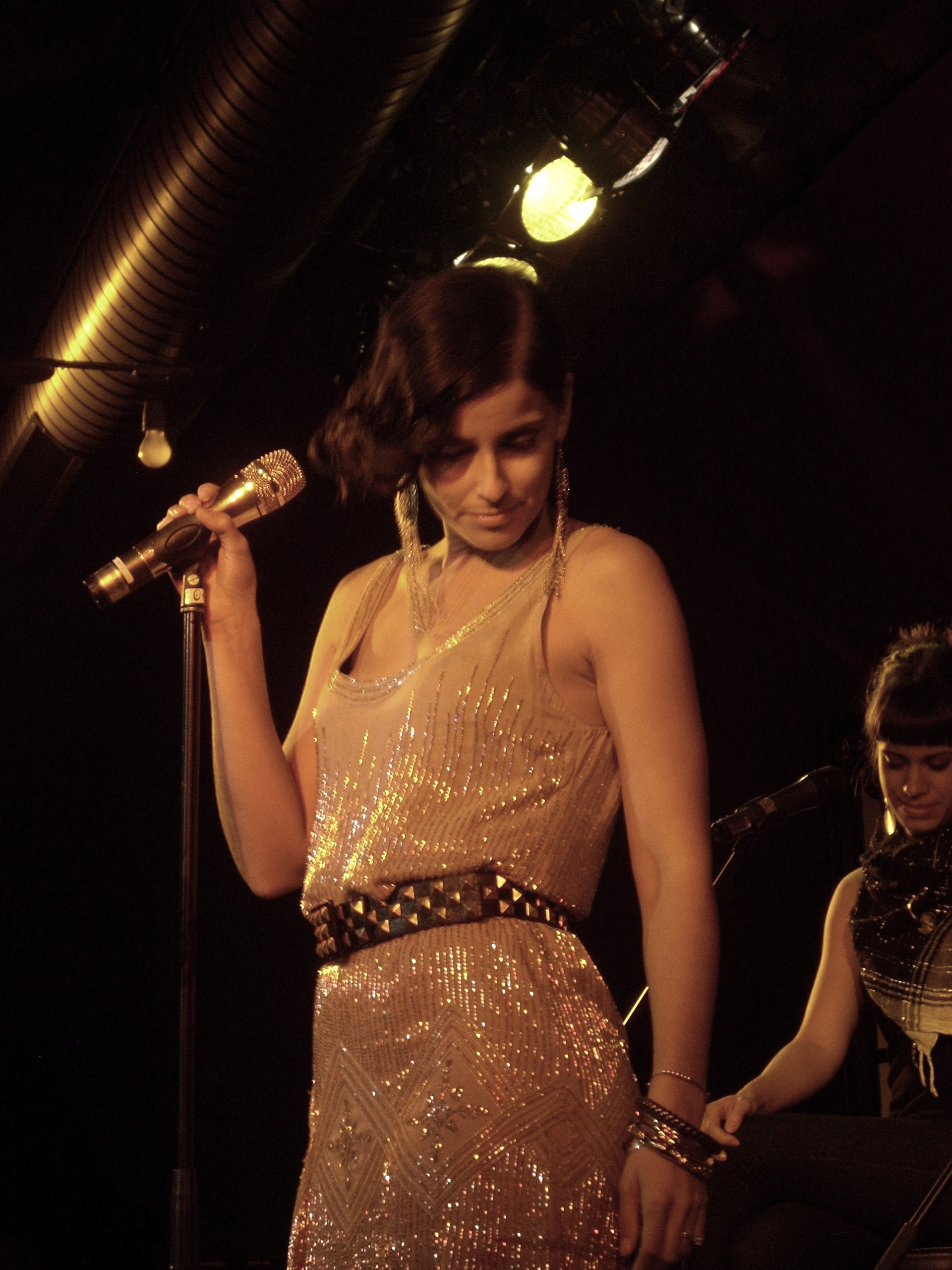
Nelly Furtado în Germania, octombrie 2009

În 2009 a colaborat cu Flo Rida la albumul R.O.O.T.S, care a fost lansat pe 31 martie 2009. Piesa este intitulată "Jump". La începutul lunii martie, un cântec numit "Gotta Know", a avut scurgeri pe internet și a fost declarată ca fiind
a lui Nelly. Ca răspuns, pe 4 martie 2009, Furtado a declarat pe blogul ei MySpace că piesa nu este a ei și că înregistrează două albume noi: unul în limba spaniolă, precum și unul în portugheză Nelly Furtado a anunțat prin intermediul blogului lui Perez Hilton, că albumul în limba spaniolă ar fi intitulat Mi Plan și primul single intitulat "Manos Al Aire" (în limba engleză,însemnând "mâini în aer"). Albumul va avea doisprezece melodii noi, toate în limba spaniolă,așa cum a declarat Nelly într-un mesaj lăsat pe site-ul ei oficial cel de-al doilea single "Mas" a fost lansat pe 21 iulie, așa cum a anunțat oficial de pe MySpaceul lui Nelly. Al treilea single,"Mi Plan"(ft.Alex Cuba), a fost lansat pe iTunes pe 11 august,2009 și "Bajo Otra Luz" (ft.Julieta Venegas și La Mala Rodriguez)este al patrulea și a fost lansat în septembrie 2009.

## Viața personală
Pe 20 septembrie 2003 în Toronto, Furtado a dat naștere fiicei ei, Nevis, tatăl ei fiind DJ-ul Jasper Gahunia. Furtado și Gahunia, care fuseseră buni prieteni timp de câțiva ani, au rămas împreună timp de patru ani, despărțindu-se în 2005. Furtado a declarat pentru revista Blender că au rămas prieteni, și se ocupă amândoi de Nevis.
În iunie 2006, într-un interviu cu revista Genre, Furtado a fost întrebată „dacă a simțit vreodată atracție față de femei”, la care a răspuns „Absolut. Femeile sunt frumoase și sexi.” Unii au interpretat declarația, ca fiind un anunț al bisexualității dar în august 2006, a confirmat că este „heterosexuală, dar deschisă.” 
 În noiembrie 2006, Furtado a dezvăluit faptul că a refuzat oferta revistei Playboy de a poza în revistă, îmbrăcată însă, în schimbul sumei de 500.000 de dolari.

## Influențe
În timpul adolescenței, Furtado a fost fana mai multor genuri de muzică, în special R&B, hip hop, hip hop alternativ, drum and bass, trip hop și fado, bossa nova și muzică indiană. Prin interpreții care au influențat-o se numără Jeff Buckley, Madonna, Janet Jackson, Oasis, Caetano Veloso, Esthero, Amalia Rodrigues, Enya, Nusrat Fateh Ali Khan, Cornershop, TLC, U2, Mary J. Blige, Digable Planets, De La Soul, Radiohead, The Smashing Pumpkins, The Verve, Mariah Carey și Beck.

## Apariții în filme
Primul rol al lui Furtado, după cele din școală, a fost rolul Avei Brandt, o hoață profesionistă și victimă a violenței în familie, în serialul CSI: NY. A fost criticată pentru această interpretară, primind numele de „Nelly Retardo”. A apărut și în serialul One Life to Live, jucându-se pe ea. Rolul a constat în interpretarea unor melodii de ale ei într-un club. A mai avut un rol în telenovela portugheză de succes, Floribella.
Într-un interviu acordat unui post de radio francez, Planète Rap, Nelly a declarat că ia lecții de actorie când se află în Toronto, și că lucrează la un film, dar care este momentan amânat..

## Filantropie
Cu ocazia Zilei Internaționale anti-SIDA în 2006, Furtado, Kelly Clarkson, Kanye West, Enrique Iglesias, Kelly Rowland și Snoop Dogg s-au aliat cu MTV, BET și Nike, susținând un concert în Africa de Sud. Furtado a mai fost gazda unui program despre SIDA pe MTV, alături de Alicia Keys și Justin Timberlake.

## Discografie
Albume de studio
- 2000: Whoa, Nelly!
- 2003: Folklore
- 2006: Loose
- 2009: Mi Plan
- 2012: The Spirit Indestructible
- 2017: The Ride
- 2024: 7

## Filmografie
| An   | Titlu                   | Rol                  | Gen                             | Note                                                              |
| ---- | ----------------------- | -------------------- | ------------------------------- | ----------------------------------------------------------------- |
| 2001 | Roswell                 | Ea însăși            | american science fiction serial | A interpretat I'm like a Bird                                     |
| 2006 | Floribella              | Ea însăși            | portughez telenovelă            | A interpretat Maneater                                            |
| 2007 | One Life to Live        | Ea însăși            | american telenovelă             | A interpretat Say It Right și Promiscuous                         |
| 2007 | CSI: NY                 | Ava Brandt           | american polițist serial        | A jucat rolul Avei, o infractoare profesionistă acuzată de crimă. |
| 2007 | Punk'd                  | Ea însăși            | american camera ascunsă serial  | Victima unei amenințări cu bomba                                  |
| 2008 | Max Payne               | Christa Balder       | Adaptat după un joc video       | Soția celui mai bun prieten al personajului principal             |
| 2010 | Big Brother Brasil 10   | Ea însăși            | reality show brazilian          | Interpretare Live                                                 |
| 2010 | Score: A Hockey Musical | An Ardent Hockey Fan | Film canadian                   |                                                                   |
| 2012 | 90210                   | Ea însăși            | Serial TV american              | A interpretat "Parking Lot"                                       |

## Premii

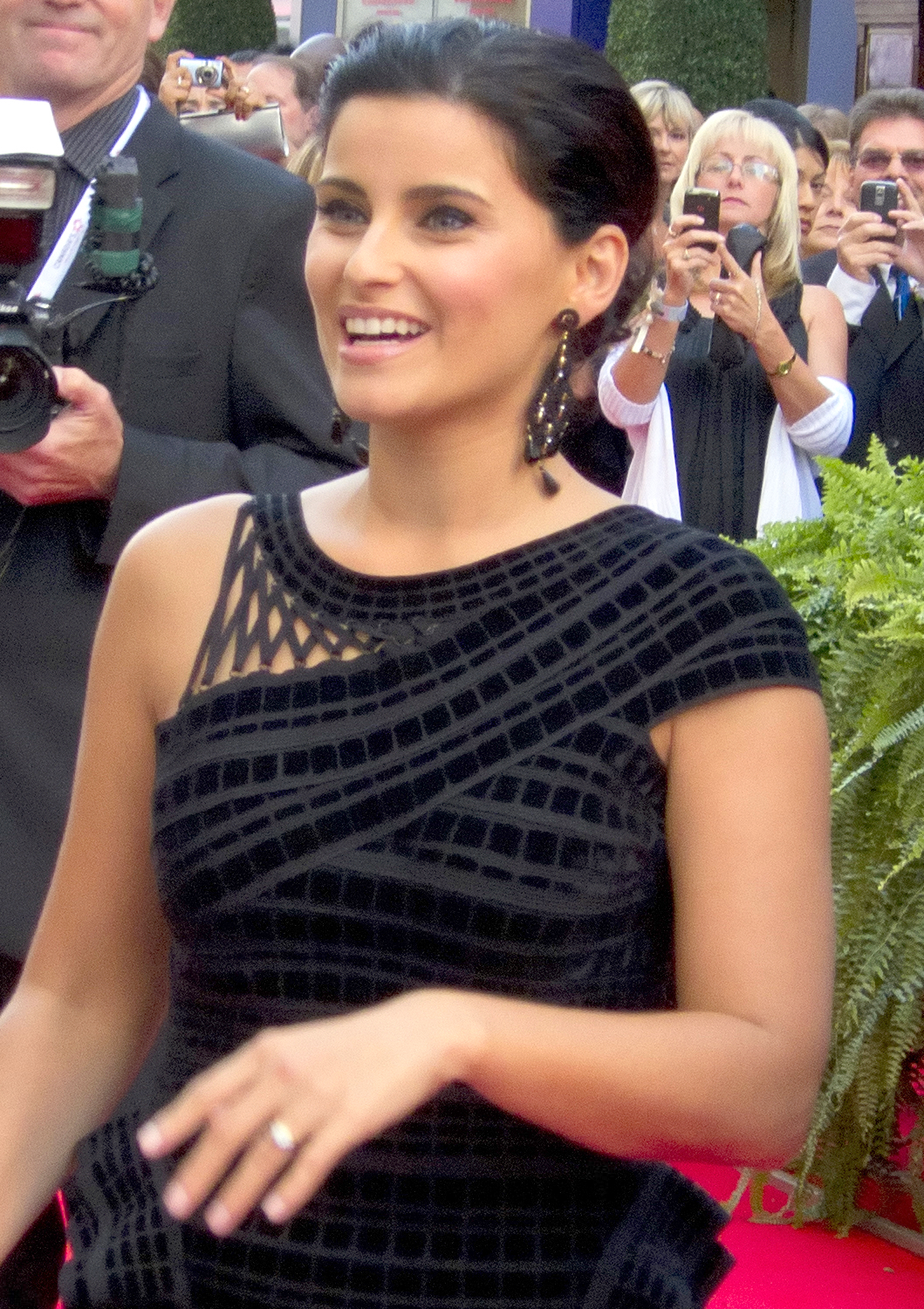
Furtado la ceremonia prin care a fost inclusă în Canada's Walk of Fame pe 17 octombrie 2010

| An   | Nume                    | Premiu                                               | Nominalizarea                                                             | Rezultat     |
| ---- | ----------------------- | ---------------------------------------------------- | ------------------------------------------------------------------------- | ------------ |
| 2001 | Premiile Grammy         | Cea mai bună prestație vocală pentru o voce feminină | "I'm like a Bird"                                                         | Câștigat     |
| 2001 | Premiile Grammy         | Melodia anului                                       | "I'm like a Bird"                                                         | Nominalizare |
| 2001 | Premiile Grammy         | Cel mai bun album pop vocal                          | Whoa, Nelly!                                                              | Nominalizare |
| 2001 | Premiile Grammy         | Cel mai bun artist nou                               | Nelly Furtado                                                             | Nominalizare |
| 2007 | Premiile Grammy         | Cea mai bună colaborare pop                          | "Promiscuous" (featuring Timbaland)                                       | Nominalizare |
| 2007 | Premiile BRIT           | Cea mai bună cântăreață solo internațională          | Nelly Furtado                                                             | Câștigat     |
| 2007 | Premiile Juno           | Juno Fan Choice Award                                | Nelly Furtado                                                             | Câștigat     |
| 2007 | Premiile Juno           | Melodia anului                                       | "Promiscuous" (featuring Timbaland)                                       | Câștigat     |
| 2007 | Premiile Juno           | Albumul anului                                       | Loose                                                                     | Câștigat     |
| 2007 | Premiile Juno           | Artistul anului                                      | Nelly Furtado                                                             | Câștigat     |
| 2007 | Premiile Juno           | Albumul pop al anului                                | Loose                                                                     | Câștigat     |
| 2007 | MTV Europe Music Awards | Cel mai bun artist solo                              | Nelly Furtado                                                             | Nominalizare |
| 2007 | MTV Europe Music Awards | Most Addictive Track                                 | "All Good Things (Come to an End)"                                        | Nominalizare |
| 2007 | MTV Europe Music Awards | Albumul anului                                       | Loose                                                                     | Câștigat     |
| 2008 | Premiile Grammy         | Cea mai bună prestație vocală pentru o voce feminină | "Say It Right"                                                            | Nominalizare |
| 2008 | Premiile Grammy         | Cea mai bună colaborare pop                          | "Give It to Me" (Timbaland featuring Nelly Furtado and Justin Timberlake) | Nominalizare |